# Association technique internationale des bois tropicaux
 (mai 2025).
Motif : sources primaires. notoriété non démontrée
- Archive Wikiwix
- Bing
- Cairn
- DuckDuckGo
- E. Universalis
- Gallica
- Google
- G. Books
- G. News
- G. Scholar
- Persée
- Qwant
- (zh) Baidu
- (ru) Yandex
- (wd) trouver des œuvres sur Wikidata

| 1. | Préciser le motif de la pose du bandeau. | Précisez le motif de la pose du bandeau en utilisant la syntaxe suivante : {{admissibilité à vérifier\|date=juillet 2025\|motif=remplacez ce texte par le motif}}                                                            |
| 2. | Informer les utilisateurs concernés.     | Pensez à avertir le créateur de l'article, par exemple, en insérant le code ci-dessous sur sa page de discussion : {{subst:avertissement admissibilité à vérifier\|Association technique internationale des bois tropicaux}} |

L’Association technique internationale des bois tropicaux (ATIBT), fondée en 1951, est une organisation professionnelle internationale regroupant des acteurs publics et privés de la filière forêt-bois tropical. Son rôle consiste à apporter aux professionnels et aux marchés, en lien avec des acteurs tels que le CIRAD, une connaissance technique des différentes essences de bois tropicales et une nomenclature d’utilisation. L’activité de cette association se concentre depuis le début des années 2000 sur la promotion de la gestion durable des forêts, la traçabilité du commerce légal du bois tropical et la valorisation de cette ressource naturelle en Afrique centrale, en Afrique de l’Ouest et en Amérique latine. Depuis le 28 janvier 2022,  la présidence de l’ATIBT est assumée par Françoise Van de Ven, elle a succédé à Olman Serrano à ce poste.

## Historique
L’ATIBT a été créée en 1951 en France, avec l’appui de la FAO et de l’OCDE, pour soutenir le développement technique et commercial du bois tropical à l’échelle internationale. En 2015, l'association signe un accord de siège avec le gouvernement de la République du Congo, renforçant sa présence en Afrique centrale.
Après la Seconde Guerre mondiale, alors qu'il devenait urgent de penser à la reconstruction, les forêts européennes, particulièrement affectées par le conflit, ne suffisaient plus à satisfaire les besoins croissants en bois sur le continent. En 1946, la FAO et l’OCDE ont convoqué une conférence internationale pour recenser les ressources agricoles, forestières et halieutiques. Les experts forestiers, issus des secteurs public et privé, ont exprimé le souhait de créer une association capable de promouvoir les bois tropicaux, de publier des statistiques par espèce entre pays producteurs et consommateurs, de collecter des informations commerciales sur les poids, mesures, fret maritime et contrats, et d’explorer tous les moyens d’accroître la production, la vente et l’utilisation rationnelle de ces essences.
Six ans plus tard, en septembre 1951, l’OCDE a organisé une conférence internationale à son siège, au château de La Muette. Des fonctionnaires et représentants d’organisations professionnelles producteurs, fabricants, importateurs, commerçants et utilisateurs finaux y ont participé. C’est à cette occasion qu’a été créée l’Association Technique Internationale des Bois Tropicaux (ATIBT). Dès sa création, l’ATIBT s’est dotée de six commissions de travail : documentation technique et propagande, statistiques de production et de consommation, transport et manutention, codification des pratiques commerciales et des contrats, classification, et emballage des grumes et contreplaqués.
Depuis plus de 60 ans, l’ATIBT établit et actualise une nomenclature des bois tropicaux, associant à chaque espèce botanique un nom pilote internationalement reconnu. Cette appellation vise à éliminer les nombreux noms vernaculaires, souvent source de confusion, en conservant l’appellation commerciale la plus utilisée, choisie selon le principal pays exportateur ou importateur. Ce système prend tout son sens pour des espèces pouvant avoir 10 à 15 noms différents sur un même territoire en fonction des dialectes, soit potentiellement plus d'une centaine dans plusieurs États. La dernière mise à jour de cette nomenclature remonte à 2016.
Basé sur un format de deux jours, comprenant débats et discours, le Forum de l’ATIBT constitue un moment privilégié de dialogue entre ses membres et les acteurs de l’industrie des bois tropicaux. Depuis sa création, il s’est tenu régulièrement tous les deux ans puis chaque année dans des villes du monde entier : Manaus, Marrakech, Washington, Hong Kong, Lisbonne, Valence, Libreville, Istanbul, Rome, Bruxelles, Athènes, Shanghai, Belém, Bologne, Ho Chi Minh City, Brazzaville, Amsterdam, Milan, et Dubaï en 2017. Chaque édition aborde un thème en lien avec les évolutions et les enjeux du secteur.
En 1996, l’ATIBT a obtenu une reconnaissance internationale, avec l’intégration de la FAO et le soutien de bailleurs de fonds pour le financement de ses projets. En 1998, les premiers efforts collégiaux ont été consacrés à la gestion durable des forêts tropicales. À la demande de ses membres, l’ATIBT s’est fortement impliquée dans la conception des premiers plans de gestion durable dans le bassin du Congo, une des premières régions tropicales à les mettre en œuvre. Ces plans ont ensuite été inscrits dans les lois nationales, et les premiers documents techniques produits à cette époque font encore référence aujourd’hui.
En 2008, les premières entreprises membres de l’ATIBT du bassin du Congo ont été certifiées FSC pour leur gestion durable, notamment en République du Congo, au Gabon et au Cameroun. Entre 2012 et 2013, des conventions ont été signées avec la République centrafricaine, la République du Congo et la Côte d'Ivoire pour renforcer la collaboration avec les autorités forestières et instaurer un climat de confiance.
En 2018, l’ATIBT signe une convention avec la COMIFAC (Commission des forêts d’Afrique centrale) définissant le cadre de collaboration pour la mise en œuvre du plan de convergence sous-régional pour la gestion durable des écosystèmes forestiers. La même année, une autre convention a été signée avec le RIFFEAC (Réseau des institutions de formation forestière et environnementale d’Afrique centrale), afin de coordonner et planifier conjointement des activités de formation.
En 2019, lors du Forum de l’ATIBT à Shanghai, un protocole a été signé avec le CTWPDA (Chinese Timber and Wood Products Distribution Association), pour renforcer les échanges d’informations et de bonnes pratiques sur la légalité et la gestion durable des forêts tropicales. Ce partenariat s’inscrit dans une dynamique plus large d’engagement de la Chine sur les questions environnementales, notamment celles abordées lors de la COP15 sur la biodiversité à Kunming, telles que la lutte contre la déforestation et le changement climatique.

## Missions
L’ATIBT poursuit plusieurs objectifs :
- Promouvoir la gestion durable et certifiée des forêts tropicales ;
- Soutenir un commerce légal du bois ;
- Encourager la transformation locale des produits en bois pour une plus grande valeur ajoutée ;
- Contribuer à la lutte contre la déforestation et au développement des plantations durables[3].

## Gouvernance et membres
En 2024, l’association regroupe 170 membres issus de 28 pays, incluant des entreprises, ONG, institutions de recherche (comme le CIRAD et l’Université de Liège-Gembloux), ainsi que des États (notamment la République du Congo, la République centrafricaine et la Côte d’Ivoire et le Gabon qui officialisé son adhésion lors du Racewood 2025 à pointe noire au Congo.).
Les membres représentent plus de 90 % du bois légal ou certifié exporté d’Afrique vers l’Europe. L’ATIBT affirme représenter plus de 550 entreprises, pour un chiffre d’affaires annuel estimé à 2 milliards d’euros et plus de 150 000 employés.

## Activités
Les activités de l’ATIBT se structurent autour de trois axes :
- Le développement des bonnes pratiques au travers des certifications forestières ;
- L’encouragement au développement d’une filière de transformation dans les pays producteurs, avec un accent particulier sur la diversification des essences moins connues ;
- L'amélioration de l’accès aux marchés publics et privés pour les produits certifiés ou légaux.

Elle anime également six commissions techniques :
- Certification et réglementation ;
- Carbone-Biodiversité ;
- Forêt-Industrie ;
- Normalisation du bois ;
- Agroforesterie-Plantations ;
- Marketing & Marchés.

L’ATIBT organise depuis 2017 un think tank annuel ayant pour objectif de promouvoir et conforter le modèle économique de la gestion durable dans le bassin du Congo, ainsi qu’en Amérique Centrale et du Sud. Elle organise régulièrement un forum rassemblant toutes les parties prenantes de la filière – États, ONG, organismes de certification, gestionnaires forestiers, fabricants, distributeurs, acheteurs publics et privés – pour faire un état des lieux des enjeux du secteur bois-forêt :
- Réglementation internationale, et notamment le RDUE (Règlement européen sur la déforestation) ;
- Propositions de paiements pour services écosystémiques des gestionnaires forestiers certifiés[8] ;
- Diversification des essences de bois pour réduire le niveau de prélèvement sur les essences moins connues ;
- Actions en faveur de la protection de la faune, notamment la lutte contre le braconnage ;
- Développement de la transformation locale.

L’ATIBT anime aussi le collectif Fair&Precious, qui regroupe les acteurs de la gestion durable autour des dix engagements de la profession en matière de :
- préservation de la ressource forestière ;
- protection de la faune et de la flore ;
- actions économiques et sociales en faveur des populations autochtones et riveraines des concessions.

Ce programme a été soutenu successivement par l’Agence Française du Développement (AFD) et la coopération allemande (KFW, au travers du PPECF).

## Projets et partenariats
De 2013 à 2021, l’ATIBT pilote un projet financé par le FFEM, l’UE et la KfW, destiné à intégrer les filières bois tropicales d’Afrique centrale et de l’Ouest dans les dispositifs FLEGT et REDD+.
Elle soutient également les forêts communautaires, développe la formation professionnelle via le programme ADEFAC, et mène des actions en agroforesterie et reboisement.
L’ATIBT est active dans plusieurs collectifs : le PFBC, le collectif DYNAFAC et l’ACSFI de la FAO. Elle est aussi membre observateur du Comité des Plantes de la CITES et collabore avec l’Organisation mondiale des douanes sur la nomenclature des bois tropicaux.